# Архуст
Архуст (монг.: Архуст) — сомон аймаку Туве, Монголія. Територія 829 тис. км², населення 2,3 тис. Центр — селище Нарст, лежить на відстані 75 км від м. Зуунмод і 37 км від Улан-Батора. Залізнична станція.

## Клімат
Середня температура січня −24 °C, липня +16 °C, у середньому протягом року випадає 250 мм опадів.

## Тваринний світ
Водяться олені, лосі, кабани, ведмеді, вовки, лисиці.

## Корисні копалини
Родовища золота й вугілля.

## Соціальна сфера
Є школа, лікарня, торговельні та культурні установи.